# Deep Space 2

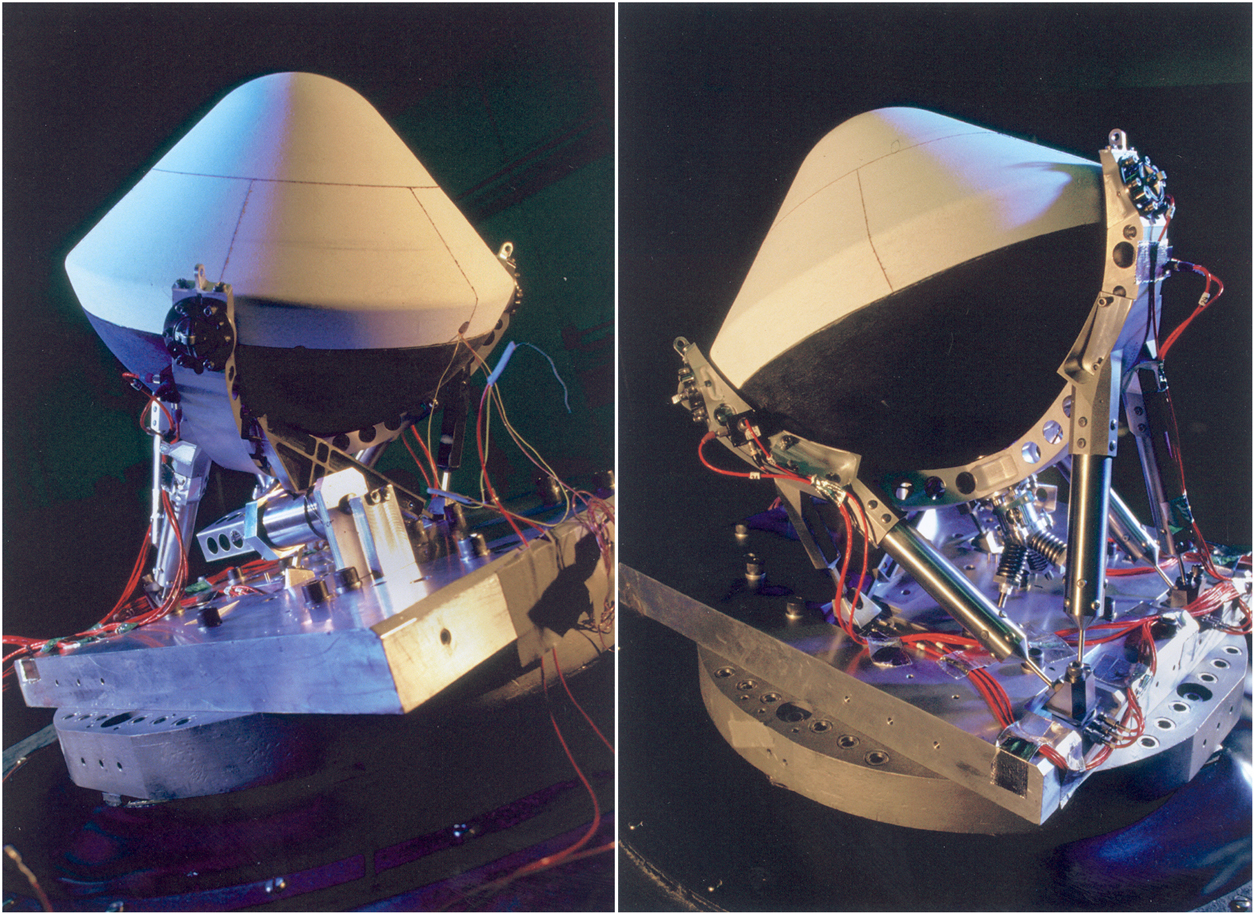
DS2 probe met hitteschild en ophanging

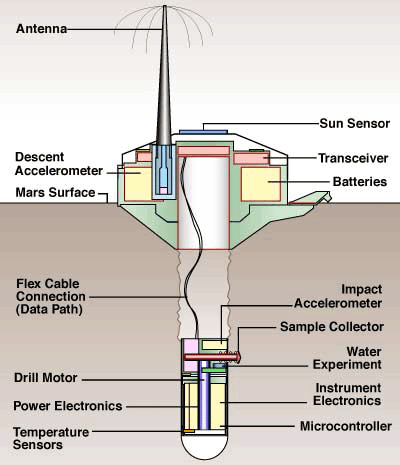
Componenten DS2 probe

De Deep Space 2 missie werd gelanceerd op 3 januari 1999 als onderdeel van het New Millennium Program van NASA en bestond uit twee zeer geavanceerde miniatuurprobes voor onderzoek op Mars. Ze waren bedoeld om de eerste ruimtevaartuigen ooit te zijn die onder de oppervlakte van een andere planeet konden doordringen. De Deep Space 2-probes waren ook de eerste landers die een aeroshell gebruikten, er waren geen parachutes of raketten aan boord om de landingssnelheid te verminderen.
De probes wogen in totaal slechts 3,6 kg. Ze werden naar Mars vervoerd aan boord van een ander ruimtevaartuig, de Mars Polar Lander. Bij aankomst, net boven de zuidpool regio van Mars op 3 december 1999, werden de shells (de grootte van een basketbal) losgelaten en stortten ze door de atmosfeer van de planeet om neer te komen met een snelheid van meer dan 644 km/u. De aeroshells waren ontwikkeld om bij impact te breken waarna de probe (de grootte van een grapefruit) de bodem zou binnendringen en zich zou opsplitsen in twee delen. Het onderste deel zou zo ver als 0,6 m penetreren, het bovenste deel zou op het oppervlak blijven om data te sturen naar de Mars Global Surveyor die de data vervolgens naar de aarde zou sturen. De twee delen van de probe zouden verbonden blijven via een data kabel.
De probes bereikten Mars kennelijk zonder incident maar na de landing kon er geen communicatie met de probes tot stand gebracht worden. Het is niet bekend wat de precieze reden hiervan was. Er zijn een aantal mogelijke oorzaken:
- De radio-apparatuur van de probes had een kleine kans om de impact te overleven.
- De probes zijn misschien geland in een te rotsachtig gebied.
- De batterijen op de probes waren bijna een jaar voor de missie opgeladen en sindsdien niet meer gecontroleerd. Misschien leverden ze te weinig vermogen.